# Бетюн
 Тази статия е за града във Франция.  За благородническия род вижте Бетюн (род).  
Бетюн (на френски: Béthune) е град в Северна Франция. Разположен е в департамент Па дьо Кале на регион О дьо Франс. Транспортен шосеен и жп възел. Населението му е 27 900 души от преброяването през 2006 г.

## Личности
Родени
- Пиер дьо Маншикур (1510-1564), франко-фламандски ренесансов композитор

## Побратимени градове
- Хейстингс, Англия
- Шверте, Германия